# Вербанов, Иван Григорьевич
Ива́н Григо́рьевич Верба́нов (5 мая 1920, д. Кудиновка, Вороновская волость, Томский уезд, Томская губерния, Россия — 10 апреля 1974, д. Поросино (ныне Зоркальцевского сельского посселения), Томский район, Томская область) — герой Великой Отечественной войны, полный кавалер солдатского ордена Славы.

## Биография
Иван Григорьевич Вербанов родился в 1920 году в русской крестьянской семье в Томской губернии. Окончил 7 классов местной неполной средней школы, с ранней юности стал работать в кудиновском колхозе «Светлый». В 1940 году (в возрасте 20 лет) Кожевниковским райвоенкоматом Томского округа Новосибирской области Иван был призван в ряды Красной Армии.
На фронтах Великой Отечественной войны фронтовой разведчик Иван Вербанов оказался с самого начала — с июля 1941 года. За время боёв проявил себя умелым, смелым, инициативным воином. Прошёл трудный боевой путь, участвовал в оборонительных боях 1941—1942 гг., затем освобождал оккупированные территории РСФСР, Украинской ССР, Чехословакии. Неоднократно проявлял храбрость, был награждён 2 медалями «За отвагу» и 3 орденами солдатской Славы.
В 1945 году демобилизован из вооружённых сил. Вернулся на родину в Томскую область, жил в селе Поросино Томского района Томской области. Работал в местном колхозе.
Умер в 1974 году в Верхне-Сеченово, Томский р-он, Томской области. Похоронен здесь же.
Русский, беспартийный.

## Подвиги
- Разведчик 348-й отдельной разведывательной роты (226-я стрелковая дивизия[4], 18-я армия, 1-й Украинский фронт) рядовой Иван Вербанов, действуя в составе разведывательной группы 2 июля 1944 года западнее города Коломыя (Ивано-Франковская область Украинской ССР), одним из первых проник в расположение противника, уничтожил огневую точку и захватил 2 фашистских солдат в плен. Прикрывал огнём отход разведчиков. Приказом по дивизии от 17.07.1944 награждён орденом Славы III степени (№ 134337).
- В ночь на 9 августа 1944 Вербанов И. Г. в составе разведывательной группы проник в тыл противника в районе населённого пункта Мизунь (восточнее города Мукачево, Западная Украина) и участвовал в разведке боем. При этом уничтожил 4 солдат противника, затем прикрывал отход разведчиков. Приказом по дивизии от 14.08.1944 награждён орденом Славы III степени (повторно). В соответствии со статутом ордена, Указам Президиума Верховного Совета СССР от 19.08.1955 перенаграждён на орден I степени (№ 2369).
- В период с 27 октября по 10 ноября 1944 года ефрейтор Иван Вербанов возглавлял разведывательную группу, совершавшую рейды в тыл противника. В один из таких рейдов группа проникла глубоко в тыл неприятеля и в районе городов Гуменне и Раковник[5] (Чехословакия) собрала ценные разведданные о дислокации вражеских сил, необходимые советскому военному командованию. Приказом по дивизии от 08.03.1945 награждён орденом Славы II степени (№ 31601).

Получив в боях 3 звезды солдатской Славы, Иван Григорьевич Вербанов стал солдатом-героем, полным Кавалером Ордена.

## Награды
- 3 ордена Славы: III степени (№ 134337, 17.07.1944); III степени (14.08.1944) — перенаграждён в соответствии с Указам Президиума Верховного Совета СССР от 19.08.1955 на орден I степени (№ 2369, 19.08.1955); II степени (№ 31601, 08.03.1945).
- 2 медали «За отвагу», награждение 31.10.1943 и 22.06.1944.

## Память
- Имя Ивана Григорьевича Вербанова представлено на Памятной стеле томичей-героев на аллее Боевой славы томичей в Лагерном саду города Томска.
- Нет информации о памяти героя в других населённых пунктах.